# 1980 aux échecs
| Années des échecs : 1977 - 1978 - 1979 - 1980 - 1981 - 1982 - 1983    |
| Décennies des échecs : 1950 - 1960 - 1970 - 1980 - 1990 - 2000 - 2010 |

Cet article présente les faits marquants de l'année 1980 aux échecs.

## Événements majeurs
- Garry Kasparov remporte le championnat du monde junior à Dortmund.
- L'URSS remporte (mais à égalité de points avec la Hongrie) la 24e Olympiade organisée cette fois-ci à La Valette (Malte).

## Tournois et opens

### Championnats nationaux
- Albanie : Fatos Muço[1]

- Argentine : Miguel Quinteros remporte le championnat[2],[3]. Chez les femmes, Edith Soppe s’impose.
- Autriche : Pas de championnat[4]. Chez les femmes, Margit Hennings[5] s’impose[6].
- Belgique : Alain Defize remporte le championnat[7]. Chez les femmes, Simonne Peeters s’impose[8].
- Brésil: Jaime Sunye Neto remporte le championnat[9]. Chez les femmes, c’est Ligia de Abreu Carvalho qui s’impose.
- Canada : Pas de championnat[10]. Chez les femmes, non plus[11].
- Chine :  Liu Wenzhe remporte le championnat[12]. Chez les femmes, Liu Shilan s’impose.
- Écosse : Danny Kopec remporte le championnat [13].

- Espagne : Juan Mario Gómez remporte le championnat[14]. Chez les femmes, c’est Mª Pino García Padrón qui s’impose[15].
- États-Unis : Lubomir Kavalek Larry Christiansen et Larry Evans remportent le championnat[16]. Chez les femmes, pas de championnat[17].
- Finlande: Jorma Paavo Äijälä remporte le championnat[18].
- France : Jean-Luc Seret remporte le championnat [19]. Chez les femmes, Milinka Merlini s’impose[20].
- Guatemala : Carlos Armando Juárez[21]
- Inde : Pas de championnat[22].
- Iran : Mehrshad Sharif remporte le championnat[23].

- Pays-Bas : Jan Timman remporte le championnat [24]. Chez les femmes, c’est Erika Belle qui s’impose.
- Pologne : Aleksander Sznapik remporte le championnat[25].
- Royaume-Uni : John Nunn remporte le championnat[26].

- Suisse : Hansjürg Kaenel remporte le championnat [27]. Chez les dames, c’est Theres Leu qui s’impose[28].
- RSS d'Ukraine : Vladimir Malaniouk remporte le championnat[29],[30], dans le cadre de l’U.R.S.S.. Chez les femmes, Larisa Muchnik s’impose[31].
- République fédérative socialiste de Yougoslavie : Predrag Nikolić remporte le championnat[32],[33]. Chez les femmes, Vlasta Maček s’impose.

## Divers
- Le professeur Arpad Elo, inventeur du classement qui porte son nom, publie « sa » liste des meilleurs joueurs de tous les temps[34] :

| 1er   | Bobby Fischer                                      | 2 780 |
| 2e-3e | José Raúl Capablanca et Anatoli Karpov             | 2 725 |
| 4e-5e | Mikhaïl Botvinnik et Emanuel Lasker                | 2 720 |
| 6e    | Mikhaïl Tal                                        | 2 700 |
| 7e-9e | Alexandre Alekhine, Vassily Smyslov et Paul Morphy | 2 690 |
| 10e   | Tigran Petrossian                                  | 2 680 |

## Naissances
- Vladimir Malakhov
- Aleksandr Moiseenko

## Nécrologie
- En 1980 : Rogelio Ortega (en), Jón Guðmundsson (en), Ludwig Schmitt (en), Salome Reischer (en)
- 27 février : Kola Kwariani (en)
- 29 février : Lothar Zinn (en)
- 4 mars : Luis Piazzini (en)
- 15 mars : Gerald Abrahams
- 18 avril : Horace Bigelow (en)
- 27 avril : Fritz Gygli (en)
- 13 mai : Eric Zepler
- 23 mai : Jens Enevoldsen
- 2 juin : Vasja Pirc
- 20 juin : Jorma Vesterinen (en)
- 12 septembre : André Chéron, János Balogh
- 18 septembre : Frank Anderson
- 3 octobre : Albéric O'Kelly de Galway, María Teresa Mora
- En novembre : Povilas Tautvaišas (en)
- 8 novembre : Octav Troianescu
- 10 novembre : Milan Vidmar junior
- 8 décembre : Petar Trifunović, Tenis Melngailis (en)
- 31 décembre : Ragnar Krogius (en)